# Chrbonín
Obec Chrbonín (německy Cherbonin) se nachází v okrese Tábor, kraj Jihočeský. Žije zde 157 obyvatel. Obcí protéká Chrbonínský potok, jež napájí rybník Za Vsí. Dva rybníky u jihovýchodního okraje obce se podle původního majitele sousedního stavení čp. 49 nazývají Židů.

## Historie
První písemná zmínka o obci pochází z roku 1379. Původně byl Chrbonín součástí choustnického panství, po roce 1620 patřil k radenínskému, a později jej získal rod Kolowrat-Krakowský, jenž jej vlastnil až do roku 1878. Když byla zrušena robota, Chrbonín byl sloučen s vedlejší Vlčevsí, ale už roku 1875 se stal samostatnou obcí. V letech 1976 až 1989 byl Chrbonín součástí Choustníka, nicméně roku 1990 se opět osamostatnil.

## Památky a zajímavosti

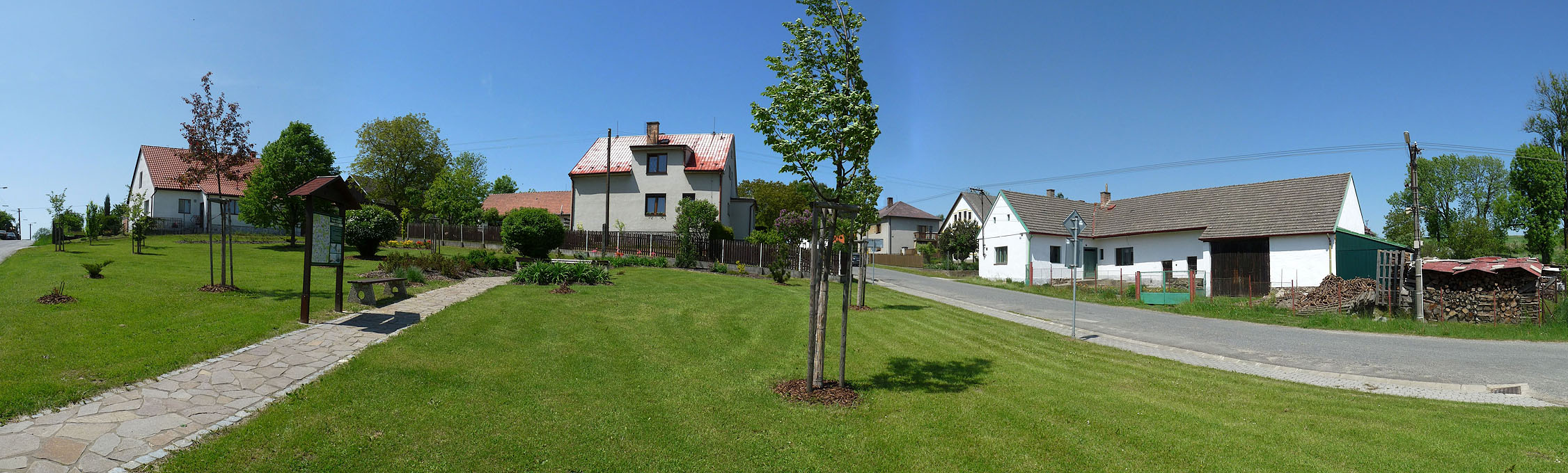
Prostranství západně od návsi

- Ve středu obce stojí kaple Nanebevzetí Panny Marie.
- U silnice mezi Radenínem a Terezínem stojí mezi stromy kaplička sv. Anny.
- Ve vsi i v okolí se nachází množství železných křížů - v zahradě čp. 46, na západním okraji vsi, a další dva západně od ní.
- Východně od obce byla 8. května 1989 zasazena Lípa rodáků.